# Peklo (národní přírodní památka)
Národní přírodní památka Peklo (německy Höllengrund) u České Lípy se nachází v údolí Robečského potoka mezi obcí Zahrádky u České Lípy a městem Česká Lípa. Jedná se o maloplošné chráněné území, které bylo vyhlášeno roku 1967 a jako soukromá rezervace bylo vedeno již od roku 1895. Údolím vede naučná stezka NPP Peklo, hojně navštěvovaná zejména na jaře kvůli kobercům kvetoucí bledule jarní.
Území spravuje Agentura ochrany přírody a krajiny ČR – RP Liberecko.

## Historie
Neprostupné údolí sloužilo v období válek (třicetiletá válka, prusko-rakouská válka) obyvatelům okolních vsí jako úkryt před vojenskými oddíly i pruskými verbíři. Počátkem 19. století upravil hrabě Vincenc Karel Kounic, tehdejší majitel panství Nový zámek (dnešní Zahrádky), okolí svého zámku v romantický krajinný celek, k němuž patřilo i Peklo. Robečský potok byl po celém svém toku splavněn a plavba na člunu patřila k oblíbeným kratochvílím šlechty pobývající na zámku.

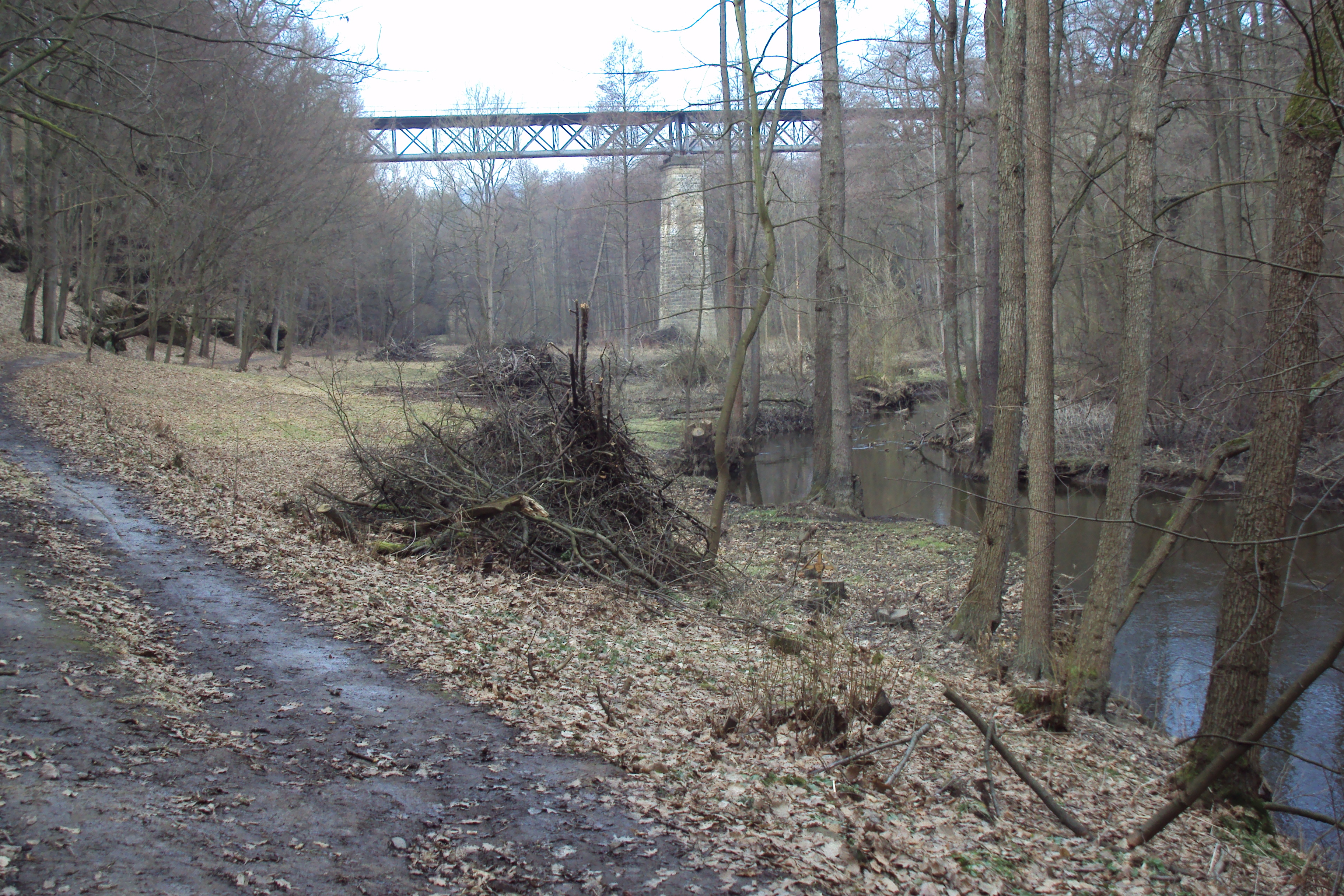
Železniční most nad údolím a potokem

V roce 1881 byla projektována železniční trať Lovosice – Česká Lípa, která měla vést údolím. Na nátlak vlastivědného spolku Nordböhmischer Exkursions-Club, majitele pozemků hraběte Kinského a veřejnosti byl projekt přepracován a v průběhu roku 1898 tak údolí nad osadou Karba překlenul ocelový viadukt s pěti pískovcovými oblouky o výšce 24 metrů, světlosti 12 metrů a celkové délce 209 metrů. Území Pekla bylo vedeno od roku 1895 jako soukromá rezervace.
Chráněné území vyhlásilo Ministerstvo kultury a informací 18. listopadu 1967. Dne 21. prosince 1987 byla zapsána do obdobného seznamu výnosem Ministerstva kultury ČSR č.17.094/87 jako chráněné naleziště. Rozloha měřila 43,73 hektaru a předmětem ochrany byl výskyt bledule jarní v pískovcovém kaňonu. Také most přes údolí (který je již vně rezervace) byl navržen k zařazení mezi technické památky. V roce 1992 byla lokalita přeregistrována mezi národní přírodní památky.

## Popis

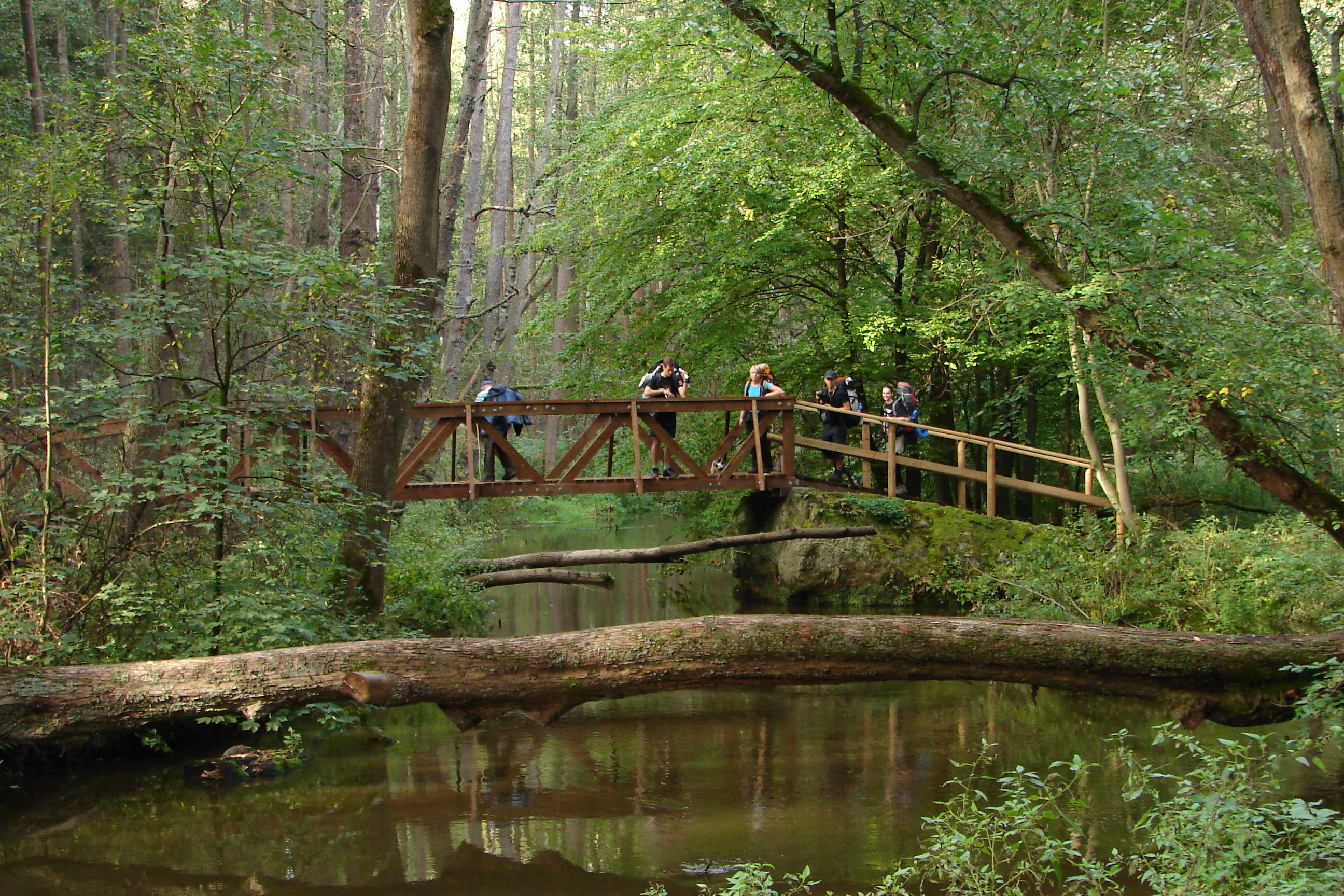
Mostek přes Robečský potok v místech pod Novým Dvorem a u Lisovy samoty. Stezka údolím tu přechází z pravého na levý břeh

Chráněné území s rozlohou 58,11 hektarů katastrálních území obcí Zahrádky u České Lípy, Kvítkov u České Lípy a Sosnová. Leží v nadmořské výšce 247–303 metrů v Ralské pahorkatině, konkrétně v okrscích Českolipská kotlina a Provodínská pahorkatina.
Robečský potok ve správním území obce Zahrádky vytéká z Novozámeckého rybníka a protéká pískovcovým skalním masivem, kde vytváří skalní průrvu v celkové délce asi čtyř kilometrů, která končí poblíž města Česká Lípa, v části Dubice. Příkré pískovcové skalní stěny zde vytváří impozantní a mohutný pískovcový kaňon s malou údolní nivou na jeho dně. Voda se zde hluboko zařízla do druhohorních kvádrových pískovců, jež tvoří geologický podklad celé zdejší oblasti. Je zde řada jeskyní, převisů, voštin.

### Skalní reliéfy
Na českolipské straně údolí jsou na skalách vyryty reliéfy, podobizny bez popisu. Jejich autory byli Erich Hockel (podobizna Friedricha Nietzscheho, podobná Stalinovi) a sochař Augustin Schindler z České Lípy zde vytvořil v letech 1934 či 1935 podobiznu Richarda Wagnera.

## Turistika

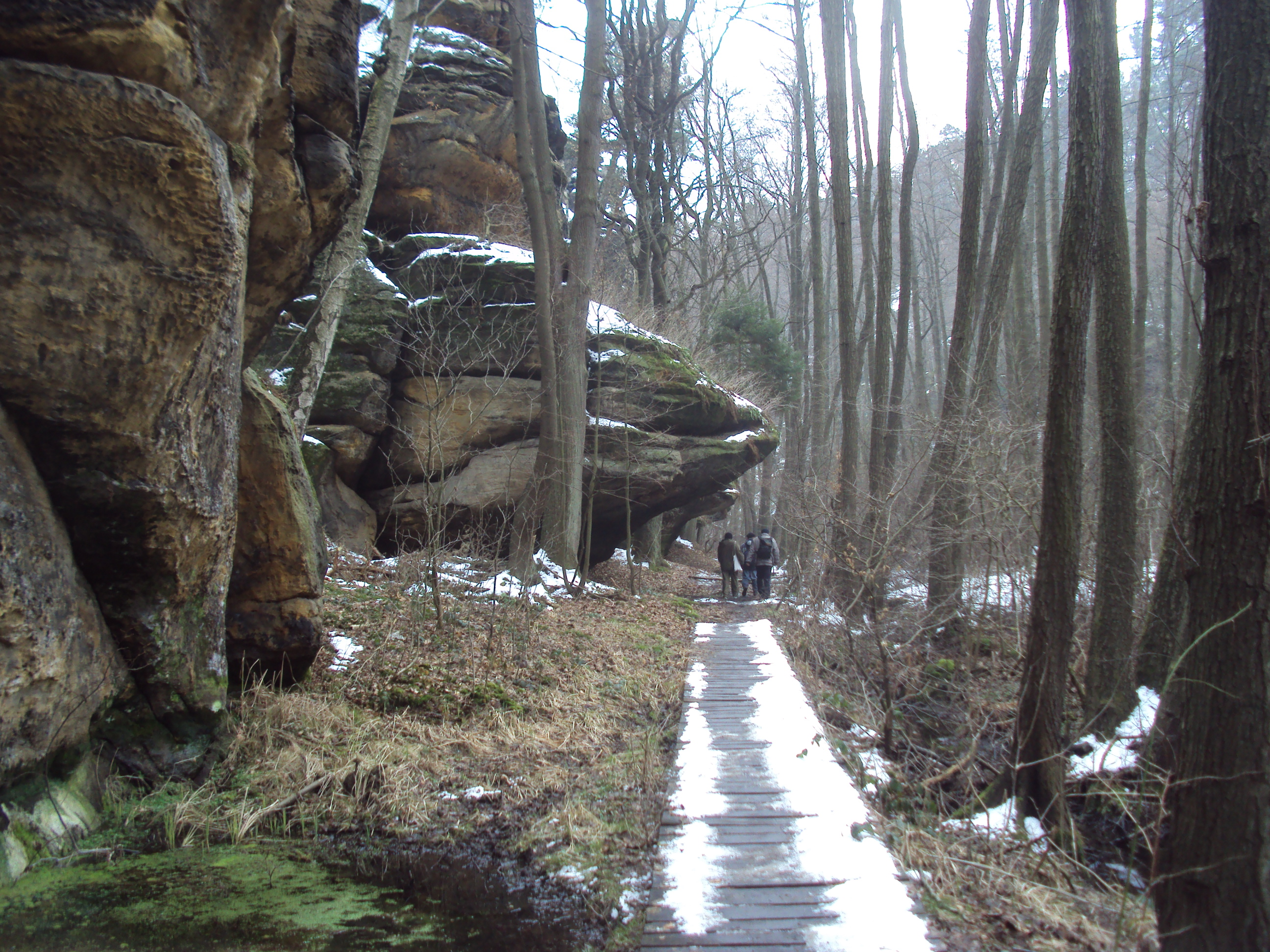
Části turistické stezky v Pekle jsou kvůli močálovitému terénu vedeny po hatích

Údolím vede červeně značená turistická trasa od železniční zastávky Zahrádky až do České Lípy. Zhruba v polovině naučné stezky (u mostku přes potok pod Novým Dvorem) začíná žlutě značená odbočka k obci Kvítkov. Na jihozápadním okraji České Lípy, v Dubicích, začíná naučná stezka Peklo dlouhá čtyři kilometry, která se v soutěsce napojuje na červenou barvu a vede až do Zahrádek. Prostřednictvím deseti zastaveních seznamuje návštěvníky s místní přírodou a zajímavostmi. Původní panely byly několikrát nahrazeny novými. Poslední zastavení (tedy tabule s informacemi) je u osady Karba. Trasa naučné stezky střídá oba břehy potoka a místy vede po povalových chodnících (hatích). V jednom místě trasa v soutěsce prochází tunelem vysekaným do skály; na několika místech pak jsou ve stěnách vysochané skalní byty.
Stěny kaňonu jsou zarostlé reliktními bory, javořinou, lipami. Na jaře v mokřinách kolem potoka zde kvete bledule jarní (Leucojum vernum) a další chráněné byliny. Při dlouhodobém průzkumu v letech 1995–1996 zde byl zaznamenán výskyt 148 druhů obratlovců a 250 druhů hmyzu, z nichž desítky patří k druhům ohroženým či kriticky ohroženým zejména volavka bílá (Ardea alba), žluva hajní (Oriolus oriolus), konipas luční (Motacilla flava), slepýš křehký (Anguis fragilis).
Cykloturistika je v údolí zakázána.[zdroj⁠?!]
Po povodních v létě 2010 byla řada mostků a povalové chodníky v majetku Lesů ČR poničeny a Peklo se stalo neprůchodné. Problémem je nedodržování zákazu vjezdu cyklistů a motorových vozidel. Počátkem října 2013 bylo údolí na týden zcela uzavřeno, protože zde Lesy ČR po dohodě se Správou CHKO Kokořínsko prováděly první část úprav terénu a trasy naučné stezky.
V roce 2019 byla po sesuvu skal střední část naučné stezky (údolí Robečského potoka) uzavřena. Sanace skal skončila až v září 2020.